# Sturzkampfgeschwader 165
165-та ескадра пікіруючих бомбардувальників (нім. Sturzkampfgeschwader 165 (StG 165) — ескадра пікіруючих бомбардувальників Люфтваффе, що існувала у складі повітряних сил вермахту напередодні Другої світової війни. 1 травня 1939 року перейменована на Sturzkampfgeschwader 77 (StG 77).

## Історія
165-та ескадра пікіруючих бомбардувальників існувала з моменту формування 1 квітня 1936 року I./StG 165 в Кітцінгені. Група складалася з трьох ескадрилей і була оснащена Heinkel He 51, Arado Ar 65 і, нарешті Henschel Hs 123. 1 квітня 1937 року в Кітцінгені було створено штаб ескадри. Також 1 квітня 1937 року у Швайнфурті та Фюрстенфельдбруку розгорнули II. та у III. групи. 1 травня 1939 року ескадра була перейменована в Sturzkampfgeschwader 77. III. група стала ІІІ./StG 51.

## Командування

### Командири
- оберстлейтенант Ебергард Баєр (нім. Eberhard Baier) (1 жовтня 1937 — 1 листопада 1938);
- майор Гюнтер Шварцкопфф (1 листопада 1938 — 1 травня 1939).

### Командири I./StG 165
- майор Вернер Юнк (1 квітня — 1 жовтня 1936);
- невідомий (1 жовтня 1936 — 1 вересня 1937);
- майор Оскар Дінорт (1 вересня 1937 — 31 січня 1939);
- гауптман Фрідріх Карл фон Дальвігк цу Ліхтенфельс (1 лютого — 1 травня 1939).

### Командири II./StG 165
- невідомий (1 квітня — вересень 1937);
- гауптман Клеменс фон Шенборн-Візентгайд (вересень 1937 — 1 травня 1939).

### Командири III./StG 165
- гауптман Антон Кайль (1 квітня 1937 — 1 травня 1939).

## Основні райони базування 165-ї ескадри пікіруючих бомбардувальників

### Основні райони базуванняштабуStG 165
| 1 жовтня 1937 — 1 травня 1939 | Кітцінген | Hs 123, Ju 87B |

### Основні райони базування I./StG 165
| 1 квітня 1936 — 1 травня 1939 | Кітцінген | He 51, Ar 65, Hs 123 |

### Основні райони базування II./StG 165
| 1 квітня 1937 — 1 травня 1939 | Швайнфурт | Hs 123, Ju 87B |

### Основні райони базування III./StG 165
| 1 квітня — вересень 1937      | Фюрстенфельдбрук | Hs 123         |
| вересень 1937 — 1 травня 1939 | Вертгайм         | Hs 123, Ju 87B |